# Гьона
Гьона, Киона (греч. Γκιώνα) — гора в Греции. Находится в центральной части страны, между горами Парнасом и Вардусьей. Пятая по высоте вершина в Греции. Высота вершины составляет 2510 метров над уровнем моря. Район Парнас-Киона является месторождением Средиземноморской бокситоносной провинции. Вблизи горы ведутся работы по добычи бокситов.